# Anna Uschenina
Anna Jurijiwna Uschenina (ukrainisch Анна Юріївна Ушеніна, beim Weltschachbund FIDE Anna Ushenina; * 30. August 1985 in Charkiw) ist eine ukrainische Schachspielerin. Sie war von Dezember 2012 bis September 2013 Schachweltmeisterin.

## Leben
Uschenina wurde 1997 in Kiew ukrainische U12-Meisterin, 1998 und 1999, wiederum in Kiew, U14-Meisterin. 2002 in Kramatorsk gewann sie die ukrainische Meisterschaft der weiblichen Jugend U20. 2005 gewann sie in Charkiw die ukrainische Fraueneinzelmeisterschaft. Bei der Europameisterschaft der Frauen 2008 in Plowdiw wurde sie Dritte.
Mit der ukrainischen U18-Nationalmannschaft gewann sie 2002 in Balatonlelle die U18-Europameisterschaft der Mädchen und erhielt dort zusätzlich eine individuelle Silbermedaille für ihr Ergebnis von 4,5 aus 6 am Spitzenbrett.
Internationaler Meister der Frauen (WIM) wurde sie 2001. Großmeisterin der Frauen (WGM) ist sie seit August 2003. Die Normen hierfür erzielte sie im Februar 2001 beim Adora-Turnier in Odessa und im März 2003 beim Cruis-Turnier in Kiew. Den Titel Internationaler Meister (IM) trägt sie seit Januar 2007, nach Normerfüllung bei der Schacholympiade 2006 der Frauen in Turin im Juni 2006, dem Open in Pardubice im Juli 2006 und dem 16. Festival in Abu Dhabi im August 2006.
Bei der Schachweltmeisterschaft der Frauen 2012, die vom 10. November bis 2. Dezember 2012 in Chanty-Mansijsk ausgetragen wurde, gewann Uschenina den Titel. Im Finale setzte sie sich im Tie-Break gegen Ex-Weltmeisterin Antoaneta Stefanowa durch. Zuvor hatte Uschenina Deysi Cori, Anna Musytschuk, Natalja Pogonina, Nadeshda Kossinzewa und Ju Wenjun ausgeschaltet. Für diesen Erfolg wurde sie entsprechend dem FIDE-Reglement mit dem Titel eines Großmeisters (GM) ausgezeichnet. Bei der Schachweltmeisterschaft der Frauen 2013 verlor sie den WM-Titel in Taizhou mit 1,5:5,5 (−4, =3, +0) an Hou Yifan. Als Weltmeisterin war Uschenina außerdem für den Schach-Weltpokal 2013 qualifiziert, bei dem sie in der ersten Runde Pjotr Swidler mit 1:3 unterlag.
Eines ihrer schlimmsten Schacherlebnisse dürfte gewesen sein, als sie 2013 als Weltmeisterin in einem elementaren Endspiel das Matt mit Läufer und Springer gegen Olga Girja verfehlte.
Im Juni 2016 gewann sie in Mamaia die Europameisterschaft der Frauen. Bei der Europameisterschaft der Frauen 2018 wurde sie Dritte.
Ihre bisher höchste Elo-Zahl war 2502 im Juli 2007, was zu diesem Zeitpunkt den achten Platz auf der Damenweltrangliste der FIDE bedeutete.

## Nationalmannschaft

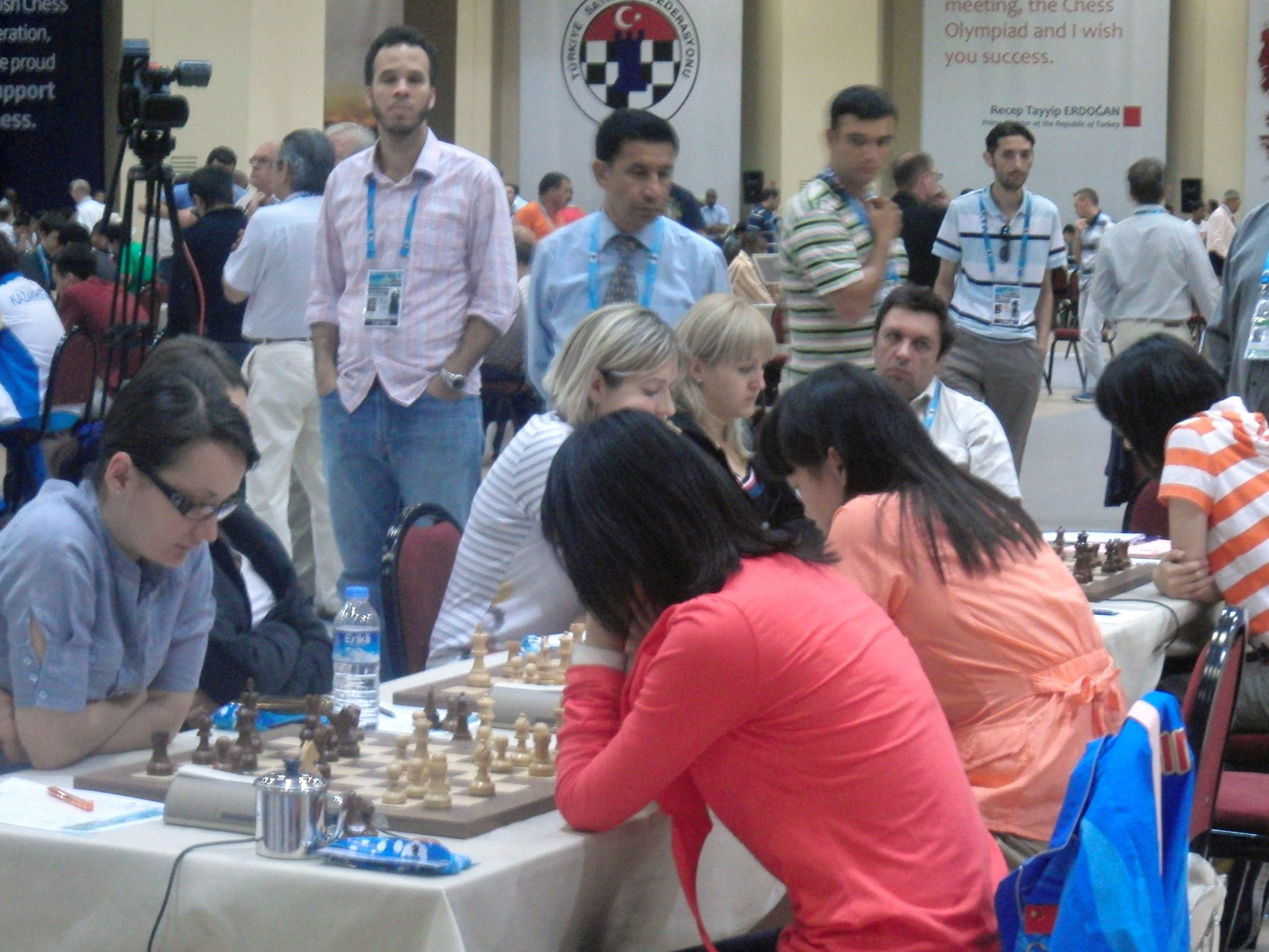
Ukraine (Jekaterina Lagno, Maria Muzychuk, Natalja Schukowa und Anna Uschenina) – China, Schacholympiade 2012 in Istanbul (Runde 3).

Uschenina gehört seit 2005 der ukrainischen Nationalmannschaft der Frauen an. Sie nahm an den Schacholympiaden 2006 in Turin, 2008 in Dresden, 2010 in Chanty-Mansijsk, 2012 in Istanbul und 2014 in Tromsø, 2016 in Baku, 2018 in Batumi und 2022 in Mamallapuram teil. Sie erreichte mit der Mannschaft 2006 und 2022 den ersten, 2008 und 2018 den zweiten, 2012, 2014 und 2016 den dritten Platz.
Bei Mannschaftsweltmeisterschaften der Frauen vertrat Uschenina die Ukraine 2007, 2009, 2011, 2013 und 2015. Mit der Mannschaft gewann sie 2013 und erreichte 2007 und 2009 jeweils den dritten Platz, in der Einzelwertung erreichte sie 2013 das zweitbeste Ergebnis am zweiten Brett und die drittbeste Elo-Leistung aller Teilnehmerinnen, 2007 das drittbeste Ergebnis am zweiten Brett.
Sie nahm an sechs Frauenmannschaftseuropameisterschaften teil (2005, 2007, 2009, 2011, 2013 und 2015), wobei die Ukraine das Turnier 2013 in Warschau gewinnen konnte, 2015 den zweiten und 2009 den dritten Platz erreichte, während Anna Uschenina individuelle Goldmedaillen 2007 in Iraklio und 2011 in Porto Carras jeweils am dritten Brett, 2015 eine individuelle Silbermedaille am vierten Brett sowie 2013 eine individuelle Bronzemedaille am zweiten Brett erhielt.

## Vereine
In der Ukraine spielte sie 2002 für den ShK Alexander Momot, bei dem sie mit einer reinen Frauenauswahl an der ukrainischen Mannschaftsmeisterschaft teilnahm und sich am European Club Cup der Frauen beteiligte, und 2004 für die Mannschaft Bavaria Charkiw Region. In Serbien spielte sie für den ŠK Jugovice Kac, in Montenegro für den SK T-Com Podgorica, mit dem sie am European Club Cup der Frauen 2007 teilnahm, in Frankreich für L'Echiquier Chalonnais, in der Türkei für die Hochschulmannschaft Manisa Doruk, in Slowenien am ersten Brett der Frauenmannschaft des ŠD Krka Novo Mesto, aber auch im allgemeinen Spielbetrieb, in der russischen Frauenliga für Economist-SGSEU Saratow, mit denen sie 2008 und 2009 am European Club Cup der Frauen teilnahm, sowie Jugra Chanty-Mansijsk, mit denen sie 2013 die Meisterschaft gewann und dreimal am European Club Cup der Frauen teilnahm. Mit der Mannschaft erreichte sie 2013 den zweiten und 2015 den dritten Platz, in der Einzelwertung 2014 und 2015 jeweils den dritten Platz am Spitzenbrett. In Kroatien spielte Uschenina für den ŠK Rijeka, Einsätze hatte sie auch in der chinesischen Mannschaftsmeisterschaft (2014 für Tianjin, 2015 für Qingdao, 2016 für Chengdu und 2017 für Shenzhen). In Österreich war sie in der Saison 2009/10 für den SK Advisory Invest Baden gemeldet, kam aber nicht zum Einsatz.